# Pandanus leram
Pandanus leram är en enhjärtbladig växtart som beskrevs av Voigt. Pandanus leram ingår i släktet Pandanus och familjen Pandanaceae. Inga underarter finns listade.